# Cymbalophora marginata
Cymbalophora marginata är en fjärilsart som beskrevs av Franz Dannehl 1929. Cymbalophora marginata ingår i släktet Cymbalophora och familjen björnspinnare. Inga underarter finns listade i Catalogue of Life.